# Sondra Radvanovsky
Sondra Radvanovsky (Berwyn, Illinois; 11 de abril de 1969) es una soprano norteamericana de relevante actuación internacional.

## Biografía
Cursó estudios en Richmond, Indiana, perfeccionándose en canto en Santa Bárbara (California), con Martial Singher, Ruth Falcon, Renata Scotto, Diana Soviero y Mirella Freni.
Una soprano spinto destacada en roles de Verdi especialmente: Elvira en Ernani, Lina en Stiffelio, Leonora en Il Trovatore, Hélène en Les Vêpres Siciliennes, Amelia en Un ballo in maschera y Elisabetta en Don Carlo.
También ha interpretado otros papeles como: Manon Lescaut y Suor Angelica de Puccini, Marguerite en Faust, Tatyana en Eugene Onegin, Donna Anna de Mozart Gutrune en Götterdämmerung, Freia en Das Rheingold entre otros.
Actúa regularmente en el Metropolitan Opera, Chicago Lyric Opera, San Francisco Opera, Ópera de Los Ángeles, Houston Grand Opera, Wiener Staatsoper, La Scala, Teatro Real (Madrid), Lisboa, Bilbao, Opera de la Bastilla, Múnich, Covent Garden de Londres, San Diego, Berlín, Florencia, Trieste, Génova y otras plazas.

Se ha separado recientemente.

## Premios
- 1997 George London Foundation Competition.
- 1995 Metropolitan Opera National Council Auditions.[3]
- 1995 Loren L. Zachary Society Competition.